# بيل سلاتر
بيل سلاتر (بالإنجليزية: Bill Slater)‏ (مواليد 29 أبريل 1927) هو لاعب كرة قدم. لعب مع منتخب إنجلترا لكرة القدم. سبق له أن لعب في كأس العالم لكرة القدم مع منتخب بلاده.

## مسيرته الكروية
لعب بيل سلاتر خلال مسيرته الاحترافية مع 3 أندية في ستة عشر موسمًا وسجل خلالها 36 هدفًا ضمن 352 مباراة. حيث فاز في موسم واحد بالكأس وفي ثلاثة مواسم بالدوري.
خاض بيل سلاتر مسيرته مع نادي بلاكبول في موسم 1949–50 واستمر معه طيلة ثلاثة مواسم، مشاركًا في 30 مباراة سجل خلالها 9 أهداف. ثم انتقل إلى نادي برينتفورد في موسم 1951–52 في المرة الأولى لمدة موسم واحد ثم في موسم 1963–64 لمدة موسم واحد، حيث شارك طوالها في 12 مباراة سجل خلالها 3 أهداف. لينتقل بعدها إلى نادي وولفرهامبتون واندررز في موسم 1952–53 ليلعب معه أحد عشر موسمًا، مشاركًا في 310 مباراة سجل خلالها 24 هدفًا.

## روابط خارجية
- بيل سلاتر على موقع الاتحاد الدولي (مؤرشف)  (الإنجليزية)
- بيل سلاتر على موقع قاعدة بيانات كرة القدم.إي يو (الإنجليزية)
- بيل سلاتر على موقع ناشيونال فوتبول تيمز (الإنجليزية)
- بيل سلاتر على موقع عالم كرة القدم.نت (الإنجليزية)
- بيل سلاتر على موقع أوليمبيديا (الإنجليزية)
- بيل سلاتر على موقع اللجنة الأولمبية البريطانية (الإنجليزية)